# Метрополітен Дохи
Метрополітен Дохи (араб. مترو الدوحة) — лінія метрополітену у столиці Катару, місті Доха.

## Історія
Будівництво метрополітену у столиці Катару розпочалося у 2013 році, дизайн майбутніх станцій у жовтні того ж року затвердив особисто емір Катару. На будівництві підземних ділянок метрополітену одночасно було задіяно 21 ТПК виробництва німецької фірми Herrenknecht, таким чином у Катарі був встановлений світовий рекорд використання на одному будівельному об'єкті такої кількості тунелепрохідницьких машин. Діаметр кожної ТПК — 7,05 метра, довжина комплексу 120 метрів. Безперебійне фінансування та використання величезної кількості будівельного обладнання дозволило вже 8 травня 2019 року відкрити початкову дільницю «Al Qassar»—"Al Wakra", першої (червоної) лінії метро. До кінця цього ж року планується відкриття початкових дільниць ще двох ліній.

## Лінія
Початкова дільниця повністю автоматизованої першої лінії складається з 13 станцій, з яких 10 підземні.

## Рухомий склад
Для обслуговування метрополітену було замовлено 75 повністю автоматизованих тривагонних потягів виробництва японських фірм Mitsubishi Corporation та Kinki Sharyo, перші вагони почали надходити до міста наприкінці літа 2017 року.

## Розвиток
Незабаром після початку будівництва першої лінії, в місті розпочалося спорудження ще двох ліній метро. Планом розвитку міста передбачається до 2026 року побудувати систему метрополітену з 4 ліній, завдовжки приблизно 200 км, та 100 станцій.